# Haymo Haas
Haymo Haas (* 4. Januar 1957) ist ein ehemaliger liechtensteinischer Fussballspieler.

## Karriere

### Verein
In seiner Jugend spielte Haas für den Hauptstadtklub FC Vaduz, bei dem er dann in den Herrenbereich befördert wurde. Später schloss er sich dem Schweizer Verein Neuchâtel Xamax an. Nach seiner Rückkehr zum FC Vaduz wechselte er zum FC Triesen und danach zum FC Triesenberg, für den er bis zu seinem Karriereende aktiv war.

### Nationalmannschaft
Er gab sein Länderspieldebüt für die liechtensteinische Fussballnationalmannschaft am 9. März 1982 beim 0:1 gegen die Schweiz im Rahmen eines Freundschaftsspiels.